# 鎮元斎
鎮 元斎（ちん げんさい、Chin Gentsai）は、SNKの対戦型格闘ゲーム『ザ・キング・オブ・ファイターズ』シリーズに登場する架空の人物。

## 概要
初登場は『ザ・キング・オブ・ファイターズ』（以下『KOF』と表記）の第1作目である『KOF'94』（以下『'94』と表記）。サイコソルジャーチームのチームメイトとして登場したKOFオリジナルキャラクターである。
中国の山に囲まれた奥地に「鎮元大仙」という庵を構える仙人。シリーズ登場キャラクター内では最高齢の89歳。中国拳法に精通しており、自身は酒の入った紐付きの瓢箪の水筒を片手に酔拳を使いこなす。気の良い好々爺然とした人物像である。「お迎え」はまだまだ先の模様で、『KOF'96』（以下『'96』と表記）のエンディングでは、「一休みする」と言った直後に吸っていた煙管を落として動かなくなるという所作を見せるが、言葉通り一休みで寝ていただけだった。
超能力を持つ戦士・サイコソルジャーである麻宮アテナや椎拳崇、超能力の資質がある包を拳法の弟子にしている。自身は超能力は一切使えないが、悪人に対して「邪悪な気」を感じ取る能力があり、作中で超能力に一番造詣がある。
家族は、妻（鎮は「バアさん」と呼んでいる）、『ザ・キング・オブ・ファイターズ京』（PlayStation版）で登場した孫娘のレイレンがいる。
『'94』での餓狼伝説チームに対する勝利メッセージによるとタン・フー・ルーは知人。また、家庭用『KOF XI』ではタンが追加キャラクターとして登場しているが、鎮自身は続編の『KOF XII』（以下『XII』と表記）で復帰し、シリーズ本編初の3D作品『KOF XIV』（以下『XIV』と表記）では鎮とタンが同時に登場する。
服装は『KOF'98』（以下『'98』と表記）以前と『XII』および『KOF XIII』（以下『XIII』と表記）では緑色のチョッキと白のズボンを着用していて、『KOF'99』（以下『'99』と表記）から『KOF2002』（以下『2002』と表記）までと『XIV』では緑色の長袖の拳法着を着用している。後者は妻の手作りと語っており、お気に入りの様子。いずれの服装でも緑色の帽子を被り、片方は穴が開いている靴を履いている。
『KOF'97』（以下『'97』と表記）まではアテナと拳崇が心技体ともに正しく成長していることを喜んでいたが、『'99』での包の登場以降、拳崇の「龍の気」によって安定しない拳崇と包の超能力を案じている。
また、『KOF2003』（以下『2003』と表記）では自身や修行で出場できない拳崇、そして包の代わりにK'たちにKOFに出場して裏を探ることを依頼する。その中でオロチなどの存在に対抗するため団結しなければならないのに、依然反目している草薙京と八神庵に苦言を呈している。なお、アテナは「女子高生チーム」としてKOFに出場している。
『XIII』ではメル友のクーラ・ダイアモンドにK'たちとエントリーするよう、大量のアイスの宅配を条件に依頼する。
『'99』から、「老い先短いので世界の食べ物を味わっておきたい」という理由で好きな食べ物が大量に増加しており、あまりの多さに『KOF2001』（以下『2001』と表記）からはいくつかを残して端折られている。
パンダが嫌いな理由は「可愛い外見とは裏腹に獰猛だから」。『KOF2000』（以下『2000』と表記）での彼のアナザーストライカーはパンダの「白湯」になっている。

## 技の解説
どの技も非常に癖が強く、トリッキーな戦法を得意とする。必殺技も高性能なものが揃っているがリーチが短く、上級者向けのキャラクターである。
『XII』以降は技の性能が一変し、正統派の酔拳を使用するようになった。

### 通常技
技名が公表されている『'94』 - 『'96』の名称のみ記載。
| 操作           | 立ち（近距離） | 立ち（遠距離）                      | しゃがみ                                | 垂直ジャンプ                                  | 前方ジャンプ                                  | 後方ジャンプ                                  |
| -------------- | -------------- | ----------------------------------- | --------------------------------------- | --------------------------------------------- | --------------------------------------------- | --------------------------------------------- |
| 弱パンチ       | 掌背           | 掌指                                | 座掌心                                  | 掌落                                          | 掌側                                          | 掌側                                          |
| 強パンチ       | 掌心           | 掌尖心                              | 『'95』以前：落園掌 『'96』：伸背奇襲   | 拍心                                          | 蓮掌法                                        | 蓮掌法                                        |
| 弱キック       | 踹脚           | 『'95』以前：舅踹脚 『'96』：酔踏脚 | 前掃腿                                  | 『'95』以前：蹬脚 『'96』：脚尖踢             | 脚尖踢                                        | 脚尖踢                                        |
| 強キック       | 蓮廻蹴         | 旋廻蹴                              | 『'95』以前：転舅廻蹴 『'96』：撲地崩腿 | 『'95』以前：廻擺蹴 『'96』：俯身酔勢         | 『'95』以前：飛舅廻蹴 『'96』：俯身酔勢       | 『'95』以前：飛舅廻蹴 『'96』：俯身酔勢       |
| 攻撃避け       | 曹国舅の型     | 曹国舅の型                          | -                                       | -                                             | -                                             | -                                             |
| カウンター     | 瓢箪砕         | 瓢箪砕                              | -                                       | -                                             | -                                             | -                                             |
| ふっ飛ばし攻撃 | 権錘離の型     | 権錘離の型                          |                                         | 『'94』：飛舅廻蹴 『'95』以降：仰身後腿勢の型 | 『'94』：飛舅廻蹴 『'95』以降：仰身後腿勢の型 | 『'94』：飛舅廻蹴 『'95』以降：仰身後腿勢の型 |
| ダッシュ       | 前倒身体       | 前倒身体                            | -                                       | -                                             | -                                             | -                                             |
| バックステップ | 後倒身体       | 後倒身体                            | -                                       | -                                             | -                                             | -                                             |

### 通常投げ
強飲酒（ごういんしゅ）
相手に無理矢理、酒を飲ませる技。飲ませられている側はレバー操作とボタン連打によって、ダメージを軽減できる。
逆脚投げ（ぎゃくあしなげ）
相手を投げ飛ばす技。
崩撃（ほうげき）
『XII』で「強飲酒」の代わりに追加された通常投げ。掴んだ相手に両手での掌底を叩き込んで吹き飛ばす。

### 特殊技
烏龍絞柱（うーろんこうちゅう）
『XII』での必殺技が『XIII』で特殊技に移行したもの。低く跳躍しつつの浴びせ蹴り。

### 必殺技
瓢箪撃（ひょうたんげき）
紐を握りつつ、持っている瓢箪を相手に向かって投げ付ける。弱ボタンは1回、強ボタンは2回攻撃を繰り出す。『XI』以前の出演作で使用可能。
回転的空突拳（かいてんてきくうとつけん）
地面を転がり前進した後、拳で攻撃する。『XII』を除く出演作の全てで使用可能。『2001』、『2002』は「酔杯靠」（後述）が1回以上必要。
鬼酔酒（きすいしゅ）
酒を口に含み、霧状に吐き出す対空技。『'94』と『'98』のみ使用する。
柳燐蓬莱（りゅうりんほうらい）
横ひねりを入れ、緩い放物線を描いて飛ぶ打撃技。強ボタンで出すとふらつく様な体当たりから始まる。弱は対空技になる。初出は『'95』。『2001』、『2002』は「酔杯靠」（後述）が1回以上必要。
酔管巻翁（すいかんかんおう）
悪酔いしたように、その場でふら付く。『'96』 - 『2000』で使用する。「回転的空突拳」か、「蝶襲鯥魚」に派生するほか、追加入力でニュートラルに戻ることもできる。
蝶襲鯥魚（ちょうしゅうりくぎょ）
前方にうつ伏せで飛び掛る。『'96』 - 『2000』で使用する。
望月酔（ほうげつすい）
その場で仰向けに寝転がる。初出は『'96』。「回転的空突拳」、「龍蛇反𨂃」、「鯉魚反𨂃」、「仰穿腿」に派生する。
龍蛇反𨂃（ろうじゃはんほう）
前方に仰向けで飛び掛る。初出は『'96』。
鯉魚反𨂃（りぎょはんほう）
後退しつつ、足で蹴り上げる。初出は『'96』。
仰穿腿（ぎょうせんたい）
それまでの「望月酔」からの起き上がりに攻撃判定がついた物。初出は『2002』。
酔杯靠（すいはいこう）
相手に背中を向けながら酒を飲む。初出は『'99』。この技を成立させると「噴炎口」、「轟炎招来・改」（『2002』以降は3回必要）、「回転的空突拳」（『2001』以降）、「柳憐蓬莱」（『2001』以降）の飲酒状態専用技を出すことができる。『2001』までは1回の飲酒につき、1度しか専用技を出せないが、『2002』以降は飲んだ回数をストックできるようになり、飲んだ回数分だけ専用技を使用可能。
噴炎口（ふんえんこう）
軽く火を噴く。初出は『'99』。「鬼酔酒」の強化版とも、「轟欄炎炮」の弱化版ともいえる。「酔杯靠」が1回必要。
轟炎招来・改（ごうえんしょうらい・かい）
「轟炎招来」（後述）の弱化版。初出は『'99』。「酔杯靠」が1回（『2002』以降は3回）必要。
転地酔八仙撃（てんちすいはっせんげき）
瓢箪を前方で回転させ、飛び道具を跳ね返す。『KOF2002 UNLIMITED MATCH』（以下『2002UM』）で追加。
座盤跌（ざばんてつ）
その場で一定時間座り込む。『XII』で使用。
張果老（ちょうかろう）
片足立ちで構えをとる。『XII』で使用。
酔歩（すいほ）
フラフラしながら後ろへ歩き、しばらくすると倒れこむ。歩いている最中は当て身判定があり、弱は上段と中段、強は下段攻撃を取れる。『XII』で使用。
月牙跳撃（げつがちょうげき）
片足立ちで裏拳を繰り出す。『XII』で使用。
烏龍絞柱（うーろんこうちゅう）
モーションは前述した同名の特殊技と同様で、技後は「張果老」に移行する。ボタンを押しっぱなしでフェイントになる。『XII』で使用。
二起脚（にききゃく）
2回蹴り上げる。初段で止めると「張果老」に移行できる。『XII』で使用。
月牙双手（げつがそうしゅ）
「座盤鉄」および「張果老」からの派生技。素早いパンチを2回連続で繰り出す。『XII』で使用。
飲酒（いんしゅ）
酒を飲む。使用すると防御力が下がる代わりに攻撃力が上がる（最大5回まで飲み貯めが可能）。『XIII』で使用。
また、回数を重ねるごとに鎮の肌が赤くなっていく。

### 超必殺技
轟欄炎炮（ごうらんえんほう）
口から業火を噴く。牽制、対空、連続技などに使える万能技。強烈な「削り」（相手がガード状態でも体力を少しずつ奪い続ける）性能を備えていることもある。『XII』『XIII』を除く出演作の全てで使用可能。ノーマル版は弱ボタンが正面、強ボタンでは斜め上方向に吹く。MAX版は上中下方向の広範囲に火を噴く。背後が無防備になるので、使う場所やタイミングを誤ると大きな隙となる。
轟炎招来（ごうえんしょうらい）
全身を炎でまといつつ、相手に回転しながら体当たりをする。攻撃力は高いが、リーチと突進速度は小さい。初出は『'97』。
酔操炎舞（すいそうえんぶ）
MAX2として使用。操作が可能な小さな火の玉を連発して噴く。初出は『2002』。
大強飲酒（だいごういんしゅ）
「強飲酒」の強化版。MAX版は必ず相手を気絶させることが可能。『KOF'98 ULTIMATE MATCH』（以下『'98UM』）で追加。
仙鳥酔歩（せんちょうすいほ）
その場からスキップで前進し、踏み付けるように攻撃する。ダウン中の相手にもヒットする。『'98UM』で追加。
酒仙靠（しゅせんこう）
「酔杯靠」の強化版。5回分の飲み貯めができる。『2002UM』で追加。
騰空飛天砲（とうくうひてんほう）
錐揉み回転しながら、前方へ頭から突進する。『XII』で使用。
鉄山靠（てつざんこう）
「飲酒」を1回以上使用した時の派生技。身を屈めながら接近し、立ち上がりざまに背中を突き上げる。『XIII』で使用。
酔操・轟欄炎炮（すいそう・ごうらんえんほう）
NEO MAX超必殺技として使用。多段ヒットする業火を口から噴く。火を噴いている間はレバーである程度方向を変えられる。『XIII』で使用。

## 担当声優
- 西村寿一（『KOF'94』 - 『KOF 2002』）
- 松尾まつお（『KOF XII』、『KOF XIII』）
- 田中進太郎（『KOF XIV』以降）
- 内田真礼（『ALLSTAR』：プリティー・鎮元斎[10]）

## 関連人物
- 麻宮アテナ - 弟子
- 椎拳崇 - 弟子
- 包 - 新たな弟子
- 桃子 - 新たな弟子
- K' - 『KOF2003』で出場を依頼した相手
- マキシマ - 『KOF2003』で出場を依頼した相手
- クーラ・ダイアモンド - いつの間にかメル友になっていた
- タン・フー・ルー - 知人
- ハイデルン - 『KOF2002UM』でのマスターチーム
- タクマ・サカザキ - 『KOF2002UM』でのマスターチーム